# Grb Občine Cerknica
Grb Občine Cerknica predstavlja abstrakten znak na belem polju ščitaste oblike z ravnim vrhom in polkrožnim dom. Polje je obrobljeno s črno črto.
Na belem polju s črno obrobo so stilizirani elementi pokrajine modre in zelene barve: iz sredine spodnjega, polkrožnega dela, se dve navpični vzporedni zeleni črti s črno obrobo pravokotno zlomita vsaka k sebi do zunanjega roba polja. Nad njima seka polje modra črta s črno obrobo, nad njo pa prav tako vodoravno še zelena črta s črno obrobo, ki na sredini polja nad njo obriše krog, znotraj katerega je stilizirano drevo z vrhom in dvema vejama na vsaki strani. Drevo spodaj prehaja v belo barvo podlage. Nad tem je izrisana modra krivulja s črno obrobo, nad njo pa v loku še zelena črta s črno obrobo. Vse črte segajo do zunanjih robov polja. Grb je glede na vertikalno os popolnoma zrcalen.
Semantični pomen vsebine grba.
Prvine grba poskušajo na abstraktni ravni ponazoriti značilnosti naravne krajine občine Cerknica, ki jo v veliki meri odlikuje neokrnjena narava z značilnimi kraškimi pojavi – v prvi vrsti presihajočim Cerkniškim jezerom. Bujna zelena vegetacija travnikov in gozdov se prepleta z elementom vode na vsakem koraku – od tod tudi prepoznavni elementi grba: prepletajo se črte v zeleni in modri barvi. Na dnu polja grba dve zeleni zaobljeno lomljeni črti predstavljata: a) presihajoče jezero s svojimi ponori in jamami, b) travnike, ki jih del leta prekriva jezerska voda, in pa c) zrcalno podobo drevesa, ki raste ob vodi. Vse to so tipične prvine jezerske krajine. 
Nad tem modra ležeča črta ponazarja vodo - jezero in simbolizira mir in tišino.
Osrednji motiv grba je zelena črta, ki v sredini zraste v list, oziroma drevo in predstavlja bogato vegetacijo. Ponazarja notranjske gozdove in travnike in simbolizira rast. Nad tem je druga modra, ukrivljena črta, ki ponazarja kroženje, oziroma pretok vode in tudi pretok pozitivne energije. Na vrhu se v loku polkrožno boči zelena črta in predstavlja hribe v širšem zaledju Cerkniškega jezera. Kot spodnja, modra, se tudi ta črta krivi in odpira navzgor ter tako izžareva pretok energije. Obe dinamični črti predstavljata uravnoteženo nasprotje spodnjima, statičnima.
Vse črte segajo do zunanjih robov polja. Grb je glede na vertikalno os popolnoma zrcalen.